# Tarouca e Dálvares
Tarouca e Dálvares (oficialmente: União das Freguesias de Tarouca e Dálvares) é uma freguesia portuguesa do município de Tarouca, com 21,92 km² de área e 4333 habitantes (censo de 2021). A sua densidade populacional é 197,7 hab./km².

## História
Foi criada aquando da reorganização administrativa de 2012/2013, resultando da agregação das antigas freguesias de Tarouca e Dálvares.

## Demografia
A população registada nos censos foi:
| Distribuição da População por Grupos Etários | Distribuição da População por Grupos Etários | Distribuição da População por Grupos Etários | Distribuição da População por Grupos Etários | Distribuição da População por Grupos Etários | Distribuição da População por Grupos Etários |
| -------------------------------------------- | -------------------------------------------- | -------------------------------------------- | -------------------------------------------- | -------------------------------------------- | -------------------------------------------- |
| Antes da agregação                           |                                              |                                              |                                              |                                              |                                              |
| Ano                                          | 0-14 anos                                    | 15-24 anos                                   | 25-64 anos                                   | >= 65 anos                                   | Total                                        |
| 2001                                         | 833                                          | 630                                          | 2030                                         | 544                                          | 4037                                         |
| 2011                                         | 767                                          | 504                                          | 2335                                         | 639                                          | 4245                                         |
| Após a agregação                             |                                              |                                              |                                              |                                              |                                              |
| Ano                                          | 0-14 anos                                    | 15-24 anos                                   | 25-64 anos                                   | >= 65 anos                                   | Total                                        |
| 2021                                         | 636                                          | 520                                          | 2386                                         | 791                                          | 4333                                         |